# Compte personnel de formation
 (février 2020).
 (février 2020).
Améliorez-le ou discutez des points à vérifier. 
Pour les articles homonymes, voir CPF.
En France, le compte personnel de formation (CPF) est un dispositif de financement public de formation continue. Sa gestion est confiée à la Caisse des dépôts et consignations. Il succède au droit individuel à la formation (DIF).

## Histoire

### Contexte
La nécessité de favoriser la formation professionnelle mène à l'adoption de la loi du 4 mai 2004, qui crée le droit individuel à la formation (DIF). Il fait toutefois face à des critiques sur l'architecture du système de formation professionnelle français. Il est accusé d'être mal calibré, et de ne pas répondre aux grandes mutations du travail. Seules 11 % des formations suivies sont qualifiantes, la France étant alors particulièrement en retard sur le reste de l'Europe. 

### Création
Une réforme est adoptée sous la présidence de François Hollande. La loi du 5 mars 2014 relative à la formation professionnelle, à l'emploi et à la démocratie sociale transpose en partie un accord interprofessionnel de 2013. Elle crée le compte professionnel de formation (CPF), aux côtés de nouveaux dispositifs tels que l’entretien professionnel et le conseil en évolution professionnelle (CEP). Le CPF est décrit comme la « clef de voûte » de la réforme et qui est un dispositif permettant un financement des actions de formation continue en France. Le CPF doit permettre l'accumulation sur un compte de crédit permettant de financer des heures de formations indemnisées. Conservé à chaque travailleur, le CPF et son solde sont maintenus même si le travailleur change d'entreprise ou connaît une période de chômage. 

## Bénéficiaires
Le CPF s'adresse à toute personne en activité de plus de 16 ans. Ce compte individuel a cours tout au long de la vie professionnelle. Il n’est pas attaché au contrat de travail. Il est ouvert :
- aux salariés du secteur privé et du secteur agricole, dès 16 ans (15 ans par dérogation dans le cas de la signature d’un contrat d’apprentissage),
- aux personnes à la recherche d'un emploi (demandeurs d'emploi inscrits ou non à Pôle emploi) ou Contrat de sécurisation professionnelle.

Le compte personnel de formation n’est plus utilisable lorsque les bénéficiaires font valoir l’ensemble de leurs droits à la retraite. Le compte est réactivé dans le cas d’un cumul emploi-retraite.
Parallèlement au CPF, tout salarié bénéficie en interne d'un entretien professionnel tous les deux ans et d'un bilan professionnel tous les six ans.

## Calcul du crédit d'heures

### Méthode de calcul
Depuis la réforme de 2019, le Compte personnel de formation (CPF) n’est plus alimenté en heures, mais en euros. Pour un salarié à temps plein, le compte est crédité de 500 euros par an, dans la limite d’un plafond de 5 000 euros. Pour les salariés peu ou pas qualifiés, le montant annuel est porté à 800 euros, avec un plafond de 8 000 euros.
Les salariés à temps partiel acquièrent des droits au prorata de leur temps de travail. Certaines périodes d'absence assimilées à du temps de travail effectif (comme le congé maternité, paternité, ou certains arrêts maladie) permettent également l’alimentation du compte.
Depuis 2020, le CPF est géré via une application mobile et un site officiel (moncompteformation.gouv.fr) permettant aux actifs de consulter leurs droits, de rechercher des formations éligibles et de s’inscrire sans intermédiaire.
Le CPF peut également être abondé, c’est-à-dire complété financièrement, par l'employeur, l’État, les régions, les OPCO, Pôle emploi ou encore par le titulaire lui-même, dans le cadre de certains dispositifs ou accords collectifs. Ces abondements permettent de financer des formations dépassant le montant disponible sur le compte.

### Heures acquises au titre du DIF
Les heures acquises au titre du DIF ne sont pas perdues : les heures non utilisées au 1er janvier 2015 peuvent être reportées et utilisées dans le cadre du compte personnel de formation sous réserve d'enregistrer le solde de ses heures de DIF sur son compte CPF avant le 30 juin 2021.

## Conversion en euros
Fruit de la réforme du droit du travail, le compte personnel de formation a été converti en euros le 1er janvier 2019. Dans cette mesure, chaque actif pourra, par le biais d'une application mobile, sélectionner une formation, la réserver puis la payer en ligne. Les crédits issus de la conversion des heures du DIF en euros, à hauteur de 15 euros l'heure, devront être utilisés avant le 1er Janvier 2021.
À la suite de la réforme, le CPF n’est plus crédité en heures mais directement en euros. Pour un salarié à temps plein, ou à temps partiel, l'alimentation du compte se fait à hauteur de cinq cents euros par année de travail, dans la limite d'un plafond de cinq mille euros. Quant aux salariés dont la qualification est inférieure au niveau 3, le montant est de huit cents euros par année de travail avec un plafond à huit mille euros.
Cette réforme répond aux revendications du Mouvement des entreprises de France (Medef) qui s'opposait à ce que les salariés disposent, à leur initiative, d'un droit à une reconversion qualifiante. D'après l'économiste Didier Gelot « le CPF sera dorénavant monétisé, alors qu’il était jusqu’à présent comptabilisé en heures. Ainsi, la probabilité pour un salarié de se former va être divisée par deux, voire par trois pour les non-qualifiés. » Avant la réforme, un salarié disposait de cinq mille deux cents à quatorze mille euros de « capital » pour financer sa formation, contre deux mille deux cents à six mille euros à la suite de la réforme.

## Abondement employeur

### Abondement par voie d'accord
L'employeur peut abonder le CPF par voie d'accord collectif (accord d’entreprise, de groupe, de branche).

### Abondement "correctif" en cas de manquement à l'entretien professionnel
Un entretien professionnel doit être organisé tous les deux ans pour faire le point sur les perspectives d’évolution professionnelle du salarié complété au bout de six ans par à un état des lieux de son parcours professionnel. Un abondement du CPF du salarié, dans les entreprises d’au moins 50 salariés, de 3 000 euros est dû si cet état des lieux révèle que le salarié n’a pas bénéficié pendant ces six ans des entretiens professionnels tous les deux ans et d’au moins une formation autre que celle mentionnée à l'article L. 6321-2.

## Utilisation du compte d'heures
Le compte est personnel : le salarié conserve son solde d'heures même en cas de changement d’une entreprise à l’autre ou bien en cas de perte d’emploi (même s’il s’agit d’un licenciement pour faute grave). À partir du moment où le CPF est alimenté en heures, son titulaire peut alors en faire usage, qu’il soit en activité salariée ou en recherche d’emploi. Dans le cas d’un salarié, l’accord de l’employeur est requis pour une formation réalisée en tout ou partie sur le temps de travail. Si la formation sur le temps de travail est acceptée, le salarié continue de percevoir sa rémunération habituelle et il est donc couvert contre les accidents du travail et les maladies professionnelles.

## Gestion du CPF
La gestion du compte d’heures de formation est assurée par la Caisse des Dépôts et Consignations (CDC) sur déclaration de l’employeur.
L’alimentation des comptes d’heures de formation s'effectue chaque année. Le système d’information dématérialisé mis en place par la CDC permet au titulaire du compte d’accéder à un espace personnel dématérialisé pour :
- renseigner ses heures DIF éventuellement acquises en 2014 et les conserver jusqu’en 2020
- rechercher une formation éligible au compte personnel de formation
- créer un dossier de formation

Chaque année, les titulaires du compte personnel de formation peuvent visualiser leur nombre d’heures CPF acquises et cumulées. Ces heures sont automatiquement créditées sur les comptes à partir des déclarations des employeurs.

## Les formations accessibles
Seules les formations dites "éligibles" peuvent être effectuées et financées dans le cadre du compte personnel de formation : il s’agit de formations qualifiantes ou certifiantes répondant aux besoins du marché de l’emploi. La validation des acquis de l’expérience (VAE) et les formations permettant de valider le socle commun de connaissances et de compétences sont éligibles de droit au compte personnel de formation (certification Clé A).
Les branches professionnelles, conseils régionaux et partenaires sociaux sont chargés d'établir les listes des formations éligibles. Une même formation peut être présente dans plusieurs listes : 
- au niveau national, dans la liste du Copanef (Comité paritaire interprofessionnel national pour l’emploi et la formation)[11]
- au niveau régional, dans les listes des Coparef (comités régionaux)
- au niveau des branches, dans les listes des CPNE

Les certificats de qualification professionnelle (CQP) peuvent également être rendus éligibles.
Le 5 janvier 2015, un site Internet est mis en place pour permettre aux bénéficiaires de gérer leur compte personnel de formation et de connaître leurs droits à la formation (notamment leur nombre d'heures disponibles et les formations accessibles).

## Financement

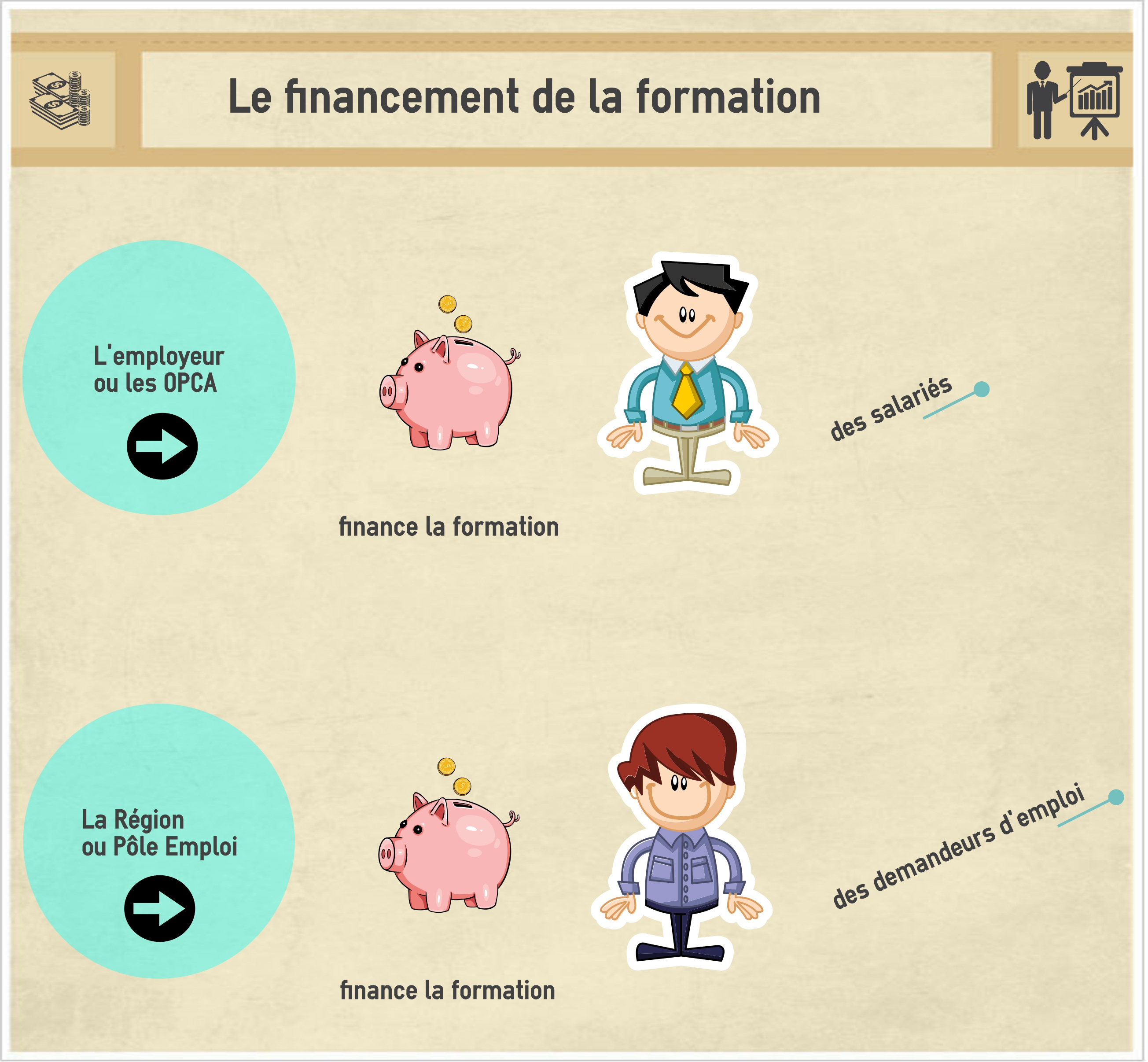
Le financement de la formation.

### Pour les salariés
Pour les salariés, c’est soit l’employeur ou soit un OPCA (Anfa, Forco, OPCALIA, Unifaf…) — devenu depuis 2019 OPCO — qui en a la charge, selon que l’employeur finance lui-même le CPF via un accord d’entreprise ou ait recours à un organisme paritaire collecteur agréé pour le paiement de sa contribution au titre de la formation. Les Fongecif et les Opacif peuvent également financer des formations au titre du compte personnel de formation, dans le cadre ou non d’un CIF (Congés individuel de formation).

### Pour les personnes à la recherche d'emploi
Pour les personnes à la recherche d'un emploi, c’est soit Pôle emploi, soit la région qui en a la charge. À noter que si le titulaire ne bénéficie pas d’un nombre d’heures suffisant pour financer sa formation, son dossier peut être abondé par l'État, les régions, Pôle emploi, un accord de branche ou d’entreprise, un Opca, l’Agefiph pour les personnes en situation de handicap, l’employeur ou encore l’usager lui-même. Une dotation exceptionnelle a été attribuée par le Fonds paritaire de sécurisation des parcours professionnels (FPSPP) en 2015 et en 2016 en complément des heures de DIF ou CPF acquises et dans la limite de cent heures pour les demandeurs d’emploi.

## Cas particulier pour les membres de la fonction publique et les indépendants
Depuis le 20 janvier 2017, le compte personnel de formation est accessible pour les fonctionnaires qui n'ont donc plus recours au droit individuel à la formation. A la différence du compte des salariés du secteur privé, il est toujours comptabilisé en heures, à savoir 25h par an pour un agent à temps complet avec un plafond à 150 heures.
Quant aux travailleurs non salariés, dont les indépendants, ils peuvent eux bénéficier du compte personnel de formation depuis le 1er janvier 2018. Ce dernier est alimenté sur le même modèle que les salariés du privé, c'est-à-dire 500 euros par an pour un travail à temps complet et avec un plafond à 5 000 euros.

## Bilan et critiques
Au 1er janvier 2016, après une année d’exercice, 207 903 dossiers de formation sont validés. Si les premiers mois ont connu un nombre limité de dossiers validés, la tendance s’est fortement accélérée à partir de l’été, pour connaitre une véritable montée en puissance à la fin de l’année 2015. En moyenne, six mille nouvelles inscriptions par jour sont constatées sur le site internet de CPF.

## Fraude
Les tentatives d'hameçonnage par téléphone et SMS se multiplient, et bénéficient d’un mode opératoire bien rodé. Certains fraudeurs profitent de la notoriété du CPF afin de dérober des données personnelles (e-mail, nom, prénom, adresse). D'autres simulent une perte des droits CPF si l'interlocuteur ne créé pas son compte. La Caisse des dépôts estime que 15.000 comptes ont été victimes de fraude depuis 2019. En 2021, près de 110 plaintes sont remontées à Tracfin contre seulement 10 en 2020. On estime le montant de la fraude au Compte Personnel de Formation à 43,2 millions d'euros en 2021 contre 7,8 millions d'euros en 2020. D'après l'artiste Booba, plusieurs stars de la téléréalité et des influenceurs se seraient rendues coupables de faire la promotion de ce type de fraude, il dépose plainte en juillet 2022. Bruno Le Maire, ministre de l'Economie, dévoile un plan de lutte contre la fraude en ligne dont les arnaques au CPF font partie.

### Sources
Par ordre chronologique : 
- Alain Ragot, « La formation dans la loi sur la sécurisation de l’emploi », Les Échos,‎ 5 juillet 2013 (lire en ligne).
- La Loi no 2014-288 du 5 mars 2014 relative à la formation professionnelle, à l'emploi et à la démocratie sociale Legifrance.gouv.fr
- Décret no 2014-1717 du 30 décembre 2014 portant création d'un traitement automatisé de données à caractère personnel dénommé « Système d'information du compte personnel de formation » relatif à la gestion des droits inscrits ou mentionnés au compte personnel de formation